# Hirasa scripturaria
Hirasa scripturaria là một loài bướm đêm trong họ Geometridae.